# Крем (косметика)

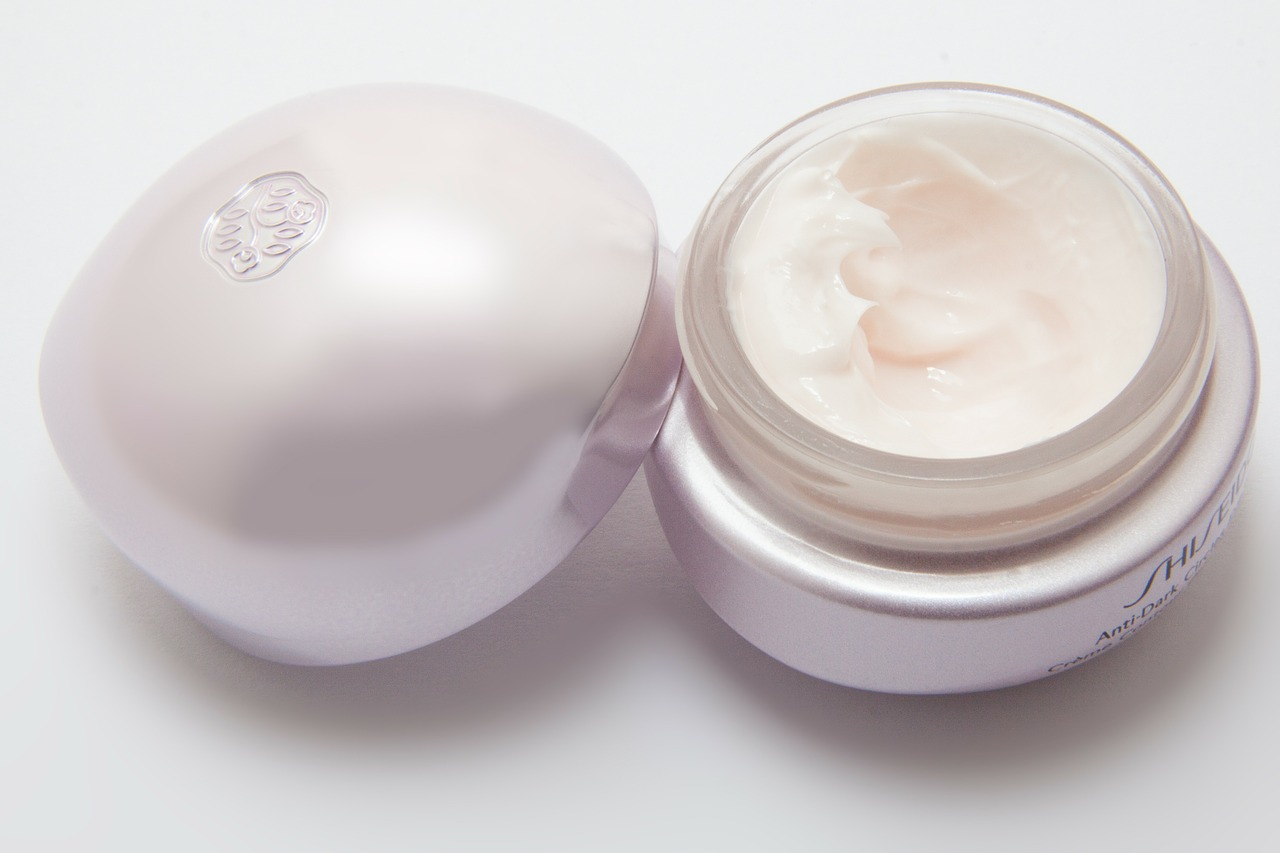
Косметический крем

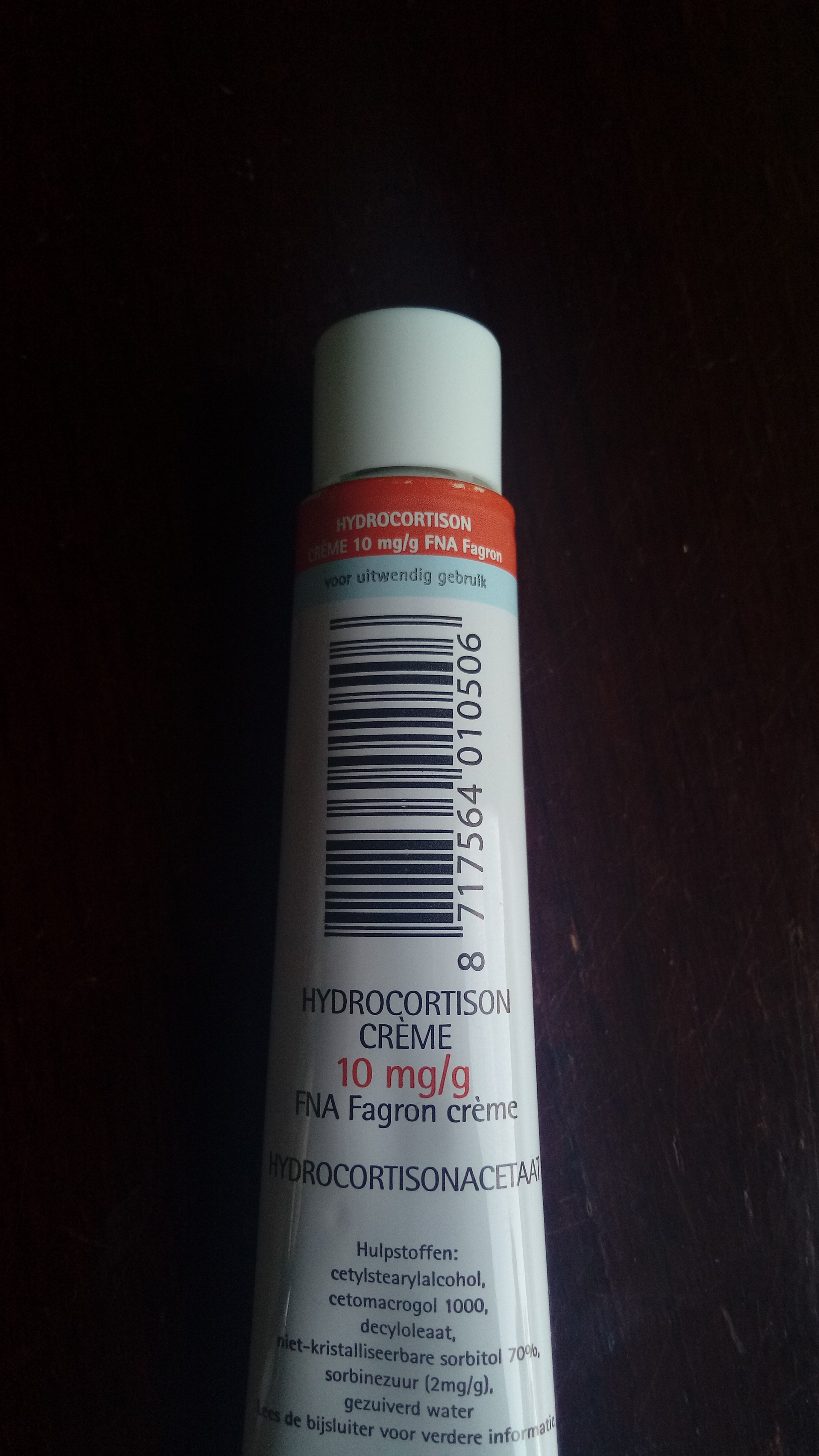
Тюбик с лекарственным кремом с 1 % гидрокортизона ацетатом

Крем (от фр. crème — сливки) — лекарственная форма в виде эмульсии, разновидность мази. Часто в виде кремов выпускаются также косметические средства для ухода за кожей лица или других частей тела (руки, ноги).
От гелей кремы отличаются содержанием масел и (обычно) непрозрачностью.

## История
Значительную часть древней косметики составляли ароматные масла и мази, которые получали из растительных и животных жиров. Их смешивали с настоями цветов, вводили тонизирующие и целебные добавки.
В Средиземноморье в качестве основы кре́ма чаще всего использовали оливковое масло.
Многие африканские племена для косметических целей используют масло пальмы рафия.
В Океании содержащие жир косметические вещества изготавливают обычно из кокосового масла, которое смешивают затем с пальмовым и касторовым маслом, животным жиром и даже коровьим маслом с добавкой красного дерева, имбирного корня, трав или металлической пыли.
Считается, что знаменитый врач древности Гален создал смесь из спермацета, воска, миндального масла и воды, называемая «кольд-крем» — «холодные сливки». В течение многих столетий это был единственный крем.
Основа всех современных кремов для ухода за кожей, как и в глубокой древности — композиция жировых веществ, воды и биологически активных компонентов.
Поскольку вода и масло не смешиваются, вводят эмульгаторы.

## Виды кремов
В зависимости от назначения различают кремы:
- Увлажняющий
- Питательный
- Матирующий
- Омолаживающий (крем от морщин)
- Антицеллюлитный — не является лекарством от целлюлита, а только помогает справиться с ним, вместе с диетой и специальными упражнениями
- Очищающий (скраб) — крем с твёрдыми частицами, предназначен для лёгкого массажа кожи, при котором частицы очищают кожу от слоя мёртвых клеток. В зависимости от размера и твердости частиц различают мягкие ежедневные скрабы, обычные (для использования не чаще 2 раз в неделю), скрабы для тела, скрабы для ног (как правило, самые жёсткие). (см. также Пилинг)
- Солнцезащитный — в состав входят алоэ, пара-аминобензойная кислота, эфиры гидрохинона, персоли, окиси цинка и титана, охра и другие вещества. Все они играют роль светофильтров.
- Защитный (крем от непогоды, зимний крем) — отличается повышенной жирностью и содержит вещества, создающие защитную плёнку на поверхности кожи. Защищает от низких температур, низкой влажности, ветра и других тяжёлых для кожи погодных условий.
- Автозагар/автобронзант — крем, создающий эффект загорелой кожи. Автозагар содержит компоненты, стимулирующие выработку меланина кожей, что создаёт настоящий загар, который держится от трёх дней до недели. Автобронзант лишь окрашивает кожу в более темный цвет. Часто эти функции бывают совмещены для удобства нанесения крема. При пользовании автозагаром необходима осторожность, как и при окрашивании волос.
- Тональный крем и другие тональные средства (спрей, крем-пудра).
  - CC-крем — цветокорректирующий крем (для макияжа).
- Лечебный крем — специальные средства, предназначенные для борьбы с определёнными дефектами и недостатками кожи. К ним относятся кремы против купероза, пигментных пятен, покраснения, угревой сыпи, себореи и др.
- Детский крем (крем под подгузник) — специальный крем для защиты кожи младенца от мочи и фекалий под подгузником. Кроме защитных компонентов такой крем содержит компоненты, уменьшающие влажность (тальк, оксид цинка).
- Крем для массажа — Крем для массажа помогает улучшить действие самой процедуры и облегчить скольжение рук по коже. Улучшает микроциркуляцию. Это средство, которое не только увеличивает эффективность процедуры, но также обладает дополнительными свойствами.

Один и тот же крем может совмещать несколько функций.
Крем жидкой консистенции называют молочком или сливками (иногда — лосьоном, например «лосьон после загара»). Некоторые лечебные, тональные, солнцезащитные и кремы-автозагары выпускают также в виде спрея.

## Кремы в медицине
К примеру, при лечении чесотки используется крем с 5 % перметрином, или «Зовиракс» (крем с 5 % ацикловира) при лечении герпеса и т. д.

## Защитный крем
Защитный крем — крем, который вступает во взаимодействие с отмершими клетками внешнего слоя кожи — эпидермиса — восстанавливая его целостность, и работает как защитный барьер, удерживая внутри масла и влагу, производимую организмом, и не позволяя вредным веществам проникнуть в более глубокие слои кожи.
Этот барьер аналогичен естественному барьеру, который должна формировать кожа, когда она не подвергается разрушительному воздействию внешней среды, а именно — тех веществ, которые не являются природными раздражителями (бытовая химия, шампуни, мыло и частое мытьё рук легко уничтожают тонкую защитную плёнку, сформированную кожей из масел и липидов). Защитный крем препятствует проникновению раздражителей сквозь эпидермис в глубинные слои кожи. Кроме того, он способствует сохранению естественной влаги и природных масел, вырабатываемых организмом, которые отвечают за целостность и эластичность кожи.

### Отличие от традиционных увлажняющих кремов
Сухость кожи может быть вызвана множеством разных причин, но результат остаётся одним и тем же — количества жидкости, производимой кожей, оказывается недостаточно для её увлажнения, кожа становится сухой, шершавой, может трескаться и даже кровоточить.
Принцип действия увлажняющих кремов заключается в том, что они пытаются восполнить недостаток жидкости в коже путём добавления искусственной влаги. Недостаток этого метода состоит в том, что он не устраняет проблему — не способствует повышению выработки естественного увлажнения, а наоборот — посылает коже сигнал, что в кожном покрове уже содержится достаточно влаги. Кожа отвечает на это снижением производства жидкости и становится зависимой от искусственного увлажнения.
Кроме того, срок действия увлажняющего крема короток, так как он может быть легко смыт или стёрт с поверхности кожи. Увлажняющие кремы на масляной основе «сидят» на поверхности кожи, могут быть жирными, липкими, привлекать грязь и быть причиной закупоривания пор.
Защитный крем не остаётся на поверхности, он полностью впитывается и становится частью кожного покрова, не смывается водой и не стирается при соприкосновении с тканью или другими материалами, a также не оставляет жирных следов. Действие крема прекращается естественным образом, когда он сходит в процессе отшелушивания отмерших клеток кожи.
Защитные кремы обеспечивают кожу защитой, достаточной для того, чтобы баланс жидкости в кожном покрове имел возможность восстановиться и кожа смогла начать самостоятельно исполнять свои защитные функции. Защитные кремы не препятствуют потоотделению и способствуют дыханию кожи.

### Защита
Кожа является естественным барьером, который защищает внутренние органы от повреждений, переохлаждения, перегрева, препятствует проникновению внутрь вирусов, бактерий, грязи и химических веществ, а также предотвращает потерю жидкости.
В современном мире люди ежедневно сталкиваются с самыми разнообразными раздражителями, многих из которых 100 лет назад ещё не существовало. Среди наиболее часто встречающихся можно назвать продукцию косметической и парфюмерной промышленности, мыло, шампуни, бытовую химию, моющие средства.
Эти раздражители уничтожают тонкую защитную плёнку на поверхности кожи, оставляя её незащищённой. Кожа становится сухой, теряет эластичность, шелушится и трескается. Целостность кожного покрова нарушается, кожа больше не может выполнять свои защитные функции, раздражители проникают под кожу, затрагивая всё более глубокие слои, что может привести к развитию различных кожных заболеваний. Использование увлажняющих кремов только маскирует проблему сухой кожи, a не решает её.
Защитные кремы дают организму время восстановить целостность кожного покрова и защитные функции практически в том виде, в каком они существовали задолго до изобретения искусственных раздражителей. Благодаря их использованию значительно уменьшается потеря жидкости с поверхности кожи, вредные вещества не имеют возможность проникнуть в более глубокие кожные слои. Таким образом, применение защитных кремов может способствовать предотвращению многих кожных заболеваний. В настоящий момент защитные кремы приобретают популярность среди всё большего числа практикующих дерматологов.

### Увлажнение и лечение сухой кожи
Для того, чтобы в действительности решить проблему сухости кожи, коже нужно обеспечить достаточное увлажнение. Искусственная влага не может проникнуть глубже, чем верхний слой кожи. Единственная влага, которая способна попасть в самые глубокие слои кожи — это естественная жидкость, вырабатываемая самой кожей.
Защитные кремы помогают удержать эту влагу внутри, там, где она нужна больше всего, не дать ей испариться с внешнего слоя нарушенного кожного покрова. Восполняя естественный защитный слой кожи, защитные кремы позволяют собственной влаге и маслам самостоятельно восстановить повреждённую кожу наиболее естественным образом.

## Фактор безопасности косметики
Для производителей косметики разработана Международная номенклатура косметических ингредиентов (INCI), которая используется при составлении списка ингредиентов. Безопасностью ингредиентов в косметике занимается американская организация, Cosmetic Ingredient Review (CIR). Фактор безопасности косметики позволяет определить её безопасность.